# 3-Stunden-Rennen von Daytona 1962

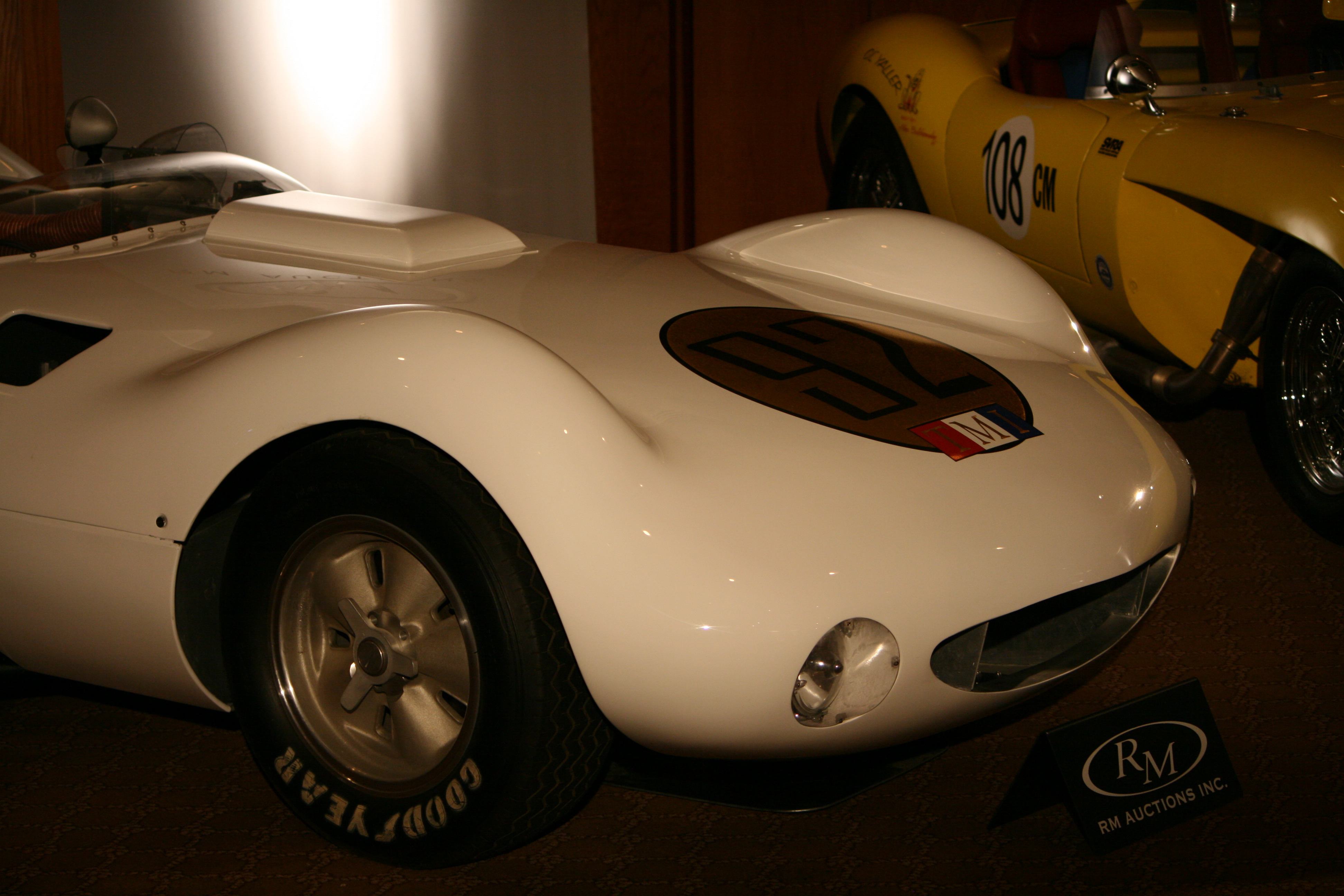
Frontansicht eines Chaparral 1

Das 3-Stunden-Rennen von Daytona 1962, auch Daytona Continental 3-Hour Sports Car and Grand Touring Race, Daytona International Speedway, fand am 11. Februar auf dem Daytona International Speedway statt und war der erste Wertungslauf der Sportwagen-Weltmeisterschaft dieses Jahres.

## Das Rennen
1962 erfuhr die Sportwagen-Weltmeisterschaft einen Wandel. Im Unterschied zu den Jahren davor wurde nicht ein Marken-Weltmeister gekürt, sondern jede Rennklasse fuhr ihre eigene Meisterschaft aus. Aus fünf Wertungsläufen 1961 wurden 15 Veranstaltungen in der Saison 1962.
Das 3-Stunden-Rennen von Daytona war das erste Rennen der Saison und das erste Rennen dieses neuen Meisterschaftsformats. Es wurde für die Klassen der Sport- und GT-Wagen ausgeschrieben und endete mit dem Sieg von Dan Gurney im Lotus 19.

## Ergebnisse

### Schlussklassement
| 1               | S 2.5    | 96 | Frank Arciero              | Dan Gurney                   | Lotus 19                        | 82 |
| 2               | S 2.5    | 1  | North American Racing Team | Phil Hill Ricardo Rodríguez  | Ferrari Dino 246SP              | 82 |
| 3               | S + 5.0  | 66 | Chaparral Cars Inc.        | Jim Hall                     | Chaparral 1                     | 82 |
| 4               | GT 3.0   | 18 | North American Racing Team | Stirling Moss                | Ferrari 250 GT SWB EXP          | 80 |
| 5               | S 3.0    | 49 | John Bunch                 | George Constantine           | Ferrari 250TR                   | 79 |
| 6               | S + 5.0  | 0  | Peter Hand Brewery         | Dick Rathmann Harry Heuer    | Chaparral 1                     | 79 |
| 7               | S 2.0    | 14 | Bob Holbert                | Bob Holbert                  | Porsche 718 RSK                 | 79 |
| 8               | S 2.5    | 9  | North American Racing Team | John Fulp Skip Hudson        | Ferrari Dino 246S               | 78 |
| 9               | S 2.0    | 16 | Brumos Porsche             | Chuck Cassel                 | Porsche 718 RS 61               | 78 |
| 10              | S 2.0    | 99 | Herb Swan                  | Herb Swan                    | Porsche 718 RS 61               | 78 |
| 11              | S 1.6    | 23 | Bob Donner                 | Bob Donner                   | Porsche 718 RS 61               | 77 |
| 12              | GT 3.0   | 22 | North American Racing Team | Fireball Roberts             | Ferrari 250 GT                  | 77 |
| 13              | GT + 5.0 | 11 | Grady Davis                | Dick Thompson                | Chevrolet Corvette              | 76 |
| 14              | S 1.6    | 6  | Peter DaCosta              | Peter DaCosta                | Porsche 718 RS 61               | 76 |
| 15              | S 3.0    | 50 | North American Racing Team | Ricardo Rodríguez Peter Ryan | Ferrari 250TRI/61               | 76 |
| 16              | GT 3.0   | 28 | Scuderia Serenissima       | Olivier Gendebien            | Ferrari 250 GT SWB              | 75 |
| 17              | GT 4.0   | 62 | Briggs Cunningham          | Walt Hansgen                 | Jaguar XKE                      | 75 |
| 18              | GT 3.0   | 77 | North American Racing Team | Doug Thiem                   | Ferrari 250 GT                  | 75 |
| 19              | GT + 5.0 | 10 | Grady Davis                | Don Yenko                    | Chevrolet Corvette              | 75 |
| 20              | GT + 5.0 | 20 | Red Vogt                   | Marvin Panch                 | Chevrolet Corvette              | 75 |
| 21              | GT + 5.0 | 25 | Delmo Johnson              | Dave Morgan                  | Chevrolet Corvette              | 73 |
| 22              | S 3.0    | 80 | Sorocaima                  | Guido Lollobrigida           | Maserati 200SI                  | 72 |
| 23              | GT + 5.0 | 75 | John Walker                | Jack Knab                    | Chevrolet Corvette              | 71 |
| 24              | GT 1.3   | 83 | Alfa Romeo                 | Charlie Kolb                 | Alfa Romeo Giulietta SZ         | 70 |
| 25              | GT 1.6   | 44 | Brumos Porsche             | Pat Corrigan                 | Porsche 356B 1600               | 70 |
| 26              | GT 1.3   | 82 | Alfa Romeo                 | Paul Richards                | Alfa Romeo Giulietta SZ         | 70 |
| 27              | GT 4.0   | 21 | Frank Nichels              | Rodger Ward                  | Pontiac Tempest                 | 67 |
| 28              | GT 1.3   | 91 | Ross Durant                | Ross Durant                  | Alfa Romeo Giulietta SZ         | 65 |
| 29              | GT 1.3   | 30 | Peter Berry                | Jim Clark                    | Lotus Elite                     | 60 |
| 30              | GT 1.3   | 48 | William Story              | William Story                | Lotus Elite                     | 58 |
| 31              | S + 5.0  | 8  | Bill Frick                 | Joe Weatherly                | Lister Costin                   | 57 |
| 32              | GT 1.3   | 47 | Milo Vega                  | Milo Vega                    | Lotus Elite                     | 51 |
| 33              | GT 2.0   | 63 | Robert Keyes               | Robert Keyes                 | AC Ace                          | 51 |
| 34              | S 5.0    | 51 | David Lane                 | Anson Johnson                | Lister                          | 51 |
| Ausgefallen     |          |    |                            |                              |                                 |    |
| 35              | GT 1.6   | 15 | Porsche                    | Joakim Bonnier               | Porsche 356B Carrera Abarth GTL | 70 |
| 36              | S 2.5    | 56 | Roger Penske               | Roger Penske                 | Cooper Monaco T57               | 66 |
| 37              | GT 3.0   | 7  | UDT-Laystall               | Innes Ireland                | Ferrari 250 GT SWB              | 59 |
| 38              | S + 5.0  | 24 | Art Huttinger              | Art Huttinger                | Lister                          | 54 |
| 39              | GT + 5.0 | 17 | Ronnie Kaplan              | Bob Johnson                  | Chevrolet Corvette              | 42 |
| 40              | GT + 5.0 | 29 | Fred Kappler               | Jef Stevens                  | Chevrolet Corvette              | 37 |
| 41              | GT + 5.0 | 35 | R. D. Doane                | Skip Hudson                  | Chevrolet Corvette              | 34 |
| 42              | GT + 5.0 | 78 | John Mecom                 | Rob Schroeder                | Chevrolet Corvette              | 31 |
| 43              | S 2.5    | 12 | Rosebud Racing             | Pedro Rodríguez              | Lotus 19                        | 28 |
| 44              | GT 1.6   | 47 | Brumos Porsche             | David Lane                   | Porsche 356B 1600               | 20 |
| 45              | GT 4.0   | 32 | Peter Berry                | David Hobbs                  | Jaguar XKE                      | 15 |
| 46              | GT 4.0   | 42 | Frank Nichels              | Harry Heuer                  | Pontiac Tempest                 | 14 |
| 47              | GT 1.6   | 71 | Bill Bencker               | Bill Bencker                 | Porsche 356B 1600               | 12 |
| 48              | S 3.0    | 5  | Alan Connell               | Alan Connell                 | Maserati Tipo 61                | 7  |
| 49              | GT + 5.0 | 19 | Frank Nichels              | Paul Goldsmith               | Pontiac Tempest                 | 2  |
| 50              | GT + 5.0 | 53 | Frank Nichels              | A. J. Foyt                   | Pontiac Tempest                 | 2  |
| Nicht gestartet |          |    |                            |                              |                                 |    |
| 51              | GT + 5.0 | 33 | R. D. Doane                | Bob Spooner                  | Chevrolet Corvette              | 1  |
| 50              | S 3.0    | 36 | Bob Hurt                   | Bob Hurt                     | Ferrari 250TR59                 | 2  |
| 51              | S 3.0    | 60 | Anson Johnson              | Anson Johnson                | Ferrari 250TR                   | 3  |
| 52              | S 3.0    | 61 | Briggs Cunninghami         | Augie Pabst                  | Maserati Tipo 61                | 4  |

1 nicht gestartet
2 nicht gestartet
3 nicht gestartet
4 Unfall im Training

### Nur in der Meldeliste
Hier finden sich Teams, Fahrer und Fahrzeuge, die ursprünglich für das Rennen gemeldet waren, aber aus den unterschiedlichsten Gründen daran nicht teilnahmen.
| Pos. | Klasse  | Nr. | Team               | Fahrer           | Chassis            |
| ---- | ------- | --- | ------------------ | ---------------- | ------------------ |
| 53   | S + 5.0 | 2   | Peter Hand Brewery | Harry Heuer      | Scarab Mk.II       |
| 54   | S 3.0   | 3   | Frank Harrison     | William Kimberly | Maserati Tipo 60   |
| 55   | S 3.0   | 4   | Spencer Lichtie    | Spencer Lichtie  | Ferrari 250TR      |
| 56   | GT 4.0  | 12  | Frank Nichels      |                  | Pontiac Tempest    |
| 57   | S 2.5   | 26  | Frank Harrison     | Lloyd Ruby       | Lotus 19           |
| 58   | GT 3.0  | 31  | John Baxter        | Chuck Dietrich   | Ferrari 250 GT SWB |
| 59   | GT 1.6  | 70  | Bruce Jennings     | Bruce Jennings   | Porsche 356B 1600  |
| 60   | GT 1.3  | 73  | Sy Kaback          | Sy Kaback        | Lotus Elite        |

### Klassensieger
| Klasse   | Fahrer             | Fahrzeug                | Platzierung im Gesamtklassement |
| -------- | ------------------ | ----------------------- | ------------------------------- |
| S + 5.0  | Jim Hall           | Chaparral 1             | Rang 3                          |
| S 3.0    | George Constantine | Ferrari 250TR59/60      | Rang 5                          |
| S 2.5    | Dan Gurney         | Lotus 19                | Gesamtsieg                      |
| S 2.0    | Bob Holbert        | Porsche 718 RSK         | Rang 7                          |
| S 1.6    | Bob Donner         | Porsche 718 RSK 61      | Rang 11                         |
| GT + 5.0 | Dick Thompson      | Chevrolet Corvette      | Rang 13                         |
| GT 4.0   | Walt Hansgen       | Jaguar XKE              | Rang 17                         |
| GT 3.0   | Stirling Moss      | Ferrari 250 GT SWB EXP  | Rang 4                          |
| GT 1.6   | Pat Corrigan       | Porsche 356B 1600       | Rang 25                         |
| GT 1.3   | Charlie Kolb       | Alfa Romeo Giulietta SZ | Rang 24                         |

### Renndaten
- Gemeldet: 60
- Gestartet: 50
- Gewertet: 34
- Rennklassen: 10
- Zuschauer: 14000
- Wetter am Renntag: kalt und trocken
- Streckenlänge: 6,132 km
- Fahrzeit des Siegerteams: 3:00:04,000 Stunden
- Gesamtrunden des Siegerteams: 82
- Distanz des Siegerteams: 502,790 km
- Siegerschnitt: 167,534 km/h
- Pole Position: unbekannt
- Schnellste Rennrunde: Ricardo Rodríguez – Ferrari Dino 246SP (#1) – 2:06,000 = 175,188 km/h
- Rennserie: 1. Lauf zur Sportwagen-Weltmeisterschaft 1962